# 特雷济尼亚
特雷济尼亚是巴西伯南布哥州的一个市镇。总面积213平方公里，总人口6630人，人口密度31.1人/平方公里。